# Zodarion machadoi
Zodarion machadoi är en spindelart som beskrevs av Denis 1939. Zodarion machadoi ingår i släktet Zodarion och familjen Zodariidae. Inga underarter finns listade i Catalogue of Life.